# Grantessa spissa
Grantessa spissa är en svampdjursart som först beskrevs av Carter 1886.  Grantessa spissa ingår i släktet Grantessa och familjen Heteropiidae. Inga underarter finns listade i Catalogue of Life.